# Eofoersteria camptopteroides
Eofoersteria camptopteroides är en stekelart som beskrevs av Mathot 1966. Eofoersteria camptopteroides ingår i släktet Eofoersteria och familjen dvärgsteklar. Inga underarter finns listade i Catalogue of Life.